# 胡锦矗
胡锦矗（1929年3月24日—2023年2月16日），男，四川开江人。动物学家，专研脊椎动物学，中国大熊猫研究专家。

## 生平
1955年，胡锦矗毕业于西南师范学院生物系。1957年，胡锦矗毕业于北京师范大学生物系脊椎动物研究班。后在南充师范学院历任讲师、副教授、教授。后任西华师范大学珍稀动植物研究所教授、所长、硕士生导师。曾任中国保护大熊猫研究中心主任、中国野生动物保护协会常务理事、四川动物学会第二届副理事长。
2023年2月16日去世。